# Chassé, Sarthe

Chassé este o comună în departamentul Sarthe, Franța. În 2009 avea o populație de 183 de locuitori.